# Шампиньи-сюр-Об
Шампиньи́-сюр-Об (фр. Champigny-sur-Aube) — коммуна во Франции, находится в регионе Шампань — Арденны. Департамент — Об. Входит в состав кантона Арси-сюр-Об. Округ коммуны — Труа.
Код INSEE коммуны — 10077.
Коммуна расположена приблизительно в 135 км к востоку от Парижа, в 50 км юго-западнее Шалон-ан-Шампани, в 30 км к северу от Труа.

## Население
Население коммуны на 2008 год составляло 84 человека.
| 1962 | 1968 | 1975 | 1982 | 1990 | 1999 | 2008 |
| ---- | ---- | ---- | ---- | ---- | ---- | ---- |
| 58   | 58   | 62   | 66   | 64   | 59   | 84   |

## Администрация
| Период | Период | Фамилия          | Партия | Примечания |
| ------ | ------ | ---------------- | ------ | ---------- |
| 2001   | 2008   | Андре Бинон      |        |            |
| 2008   |        | Франсуа Фирковиц |        |            |

## Экономика
В 2007 году среди 50 человек в трудоспособном возрасте (15—64 лет) 34 были экономически активными, 16 — неактивными (показатель активности — 68,0 %, в 1999 году было 73,0 %). Из 34 активных работали 32 человека (17 мужчин и 15 женщин), безработных было 2 (1 мужчина и 1 женщина). Среди 16 неактивных 3 человека были учениками или студентами, 9 — пенсионерами, 4 были неактивными по другим причинам.